# Super Fly (filmzene)
A Superfly egy 1972-es filmzene album, Curtis Mayfield harmadik albuma. Szinte azonnali siker volt, a Freddie's Dead (2. az R&B, 4. a poplistán) és a Super Fly (5. az R&B, 8. a poplistán) kislemezek eladása elérte a kétmilliós példányszámot. A lemez egyike azon filmzenei albumoknak, melyek nagyobb bevételt hoztak, mint maga a film. Az album szerepel az 1001 lemez, amit hallanod kell, mielőtt meghalsz című könyvben.

## Az album dalai
| 1. | Little Child Runnin' Wild     | Curtis Mayfield | 5:23 |
| 2. | Pusherman                     | Curtis Mayfield | 4:50 |
| 3. | Freddie's Dead                | Curtis Mayfield | 5:27 |
| 4. | Junkie Chase (instrumentális) | Curtis Mayfield | 1:36 |

| 1. | Give Me Your Love (Love Song) | Curtis Mayfield | 4:14 |
| 2. | Eddie You Should Know Better  | Curtis Mayfield | 2:16 |
| 3. | No Thing on Me (Cocaine Song) | Curtis Mayfield | 4:53 |
| 4. | Think (instrumentális)        | Curtis Mayfield | 3:43 |
| 5. | Superfly                      | Curtis Mayfield | 3:55 |

## Helyezések

### Album
| Év   | Lista                  | Helyezés |
| ---- | ---------------------- | -------- |
| 1972 | Billboard Pop Albums   | 1        |
| 1972 | Billboard Black Albums | 1        |
| 1973 | Billboard Jazz Albums  | 2        |
| 1988 | Top R&B/Hip-Hop Albums | 888      |

### Kislemezek
| Év   | Kislemez       | Lista         | Helyezés |
| ---- | -------------- | ------------- | -------- |
| 1972 | Freddie's Dead | Pop Singles   | 4        |
| 1972 | Freddie's Dead | Black Singles | 2        |
| 1973 | Superfly       | Pop Singles   | 8        |
| 1973 | Superfly       | Black Singles | 5        |

## Közreműködők
- Curtis Mayfield – ének, gitár
- Joseph Lucky Scott – basszusgitár
- Master Henry Gibson – ütőhangszerek
- Morris Jennings – dob (kivéve a Pushermant)
- Tyrone McCullen – dob a Pushermanen
- Craig McMullen – gitár
- Johnny Pate – hangszerelés

## Külső hivatkozások
- Collected reviews on Superseventies.com